# Сунь Хао
Сунь Ха́о (кит. трад. 孫皓, упр. 孙皓, пиньинь Sūn Hào, 242—284), взрослое имя Юаньцзу́н (кит. 元宗, пиньинь Yuánzōng) — четвёртый и последний правитель царства У эпохи Троецарствия в Китае.

## Биография

### Жизнь до восшествия на престол
При рождении получил имя Пэнцзу́ (кит. 彭祖, пиньинь Péngzǔ), взрослое имя имел Хаоцзу́н (кит. 皓宗, пиньинь Hàozōng). Сунь Пэнцзу был сыном Сунь Хэ — сына основателя царства У Сунь Цюаня. В 242 году Сунь Цюань назначил Сунь Хэ наследником престола, но в 250 году, устав от постоянных интриг между Сунь Хэ и другим сыном Сунь Ба, велел Сунь Ба совершить самоубийство, а вместо Сунь Хэ сделал наследником престола малолетнего Сунь Ляна, который в 252 году в возрасте 9 лет стал новым императором.
В 252 году, незадолго до смерти, Сунь Цюань дал Сунь Хэ титул Наньян-вана (南阳王) и удел на территории современного уезда Чанша. Однако после смерти Сунь Цюаня начались интриги с целью возведения на престол Сунь Хэ вместо Сунь Ляна. Эти интриги провалились, и в 253 году Сунь Хэ был лишён титула и принуждён к самоубийству.
В 258 году Сунь Лян был смещён с трона, и вместо него императором стал Сунь Сю. Сунь Сю дал Сунь Хао титул Учэн-хоу (乌程侯) и удел на территории современного Хучжоу. Летом 264 года Сунь Сю заболел и потерял способность говорить, но мог писать. Он написал указ о вызове во дворец Пуян Сина, и доверил ему своего сына Сунь Ваня в качестве наследника престола. Вскоре Сунь Сю скончался, однако Пуян Син решил, что после падения царства Шу народ не захочет видеть на троне ребёнка (данных о возрасте Сунь Ваня нет, но так как Сунь Сю умер в 29-летнем возрасте, то Сунь Вань явно не был взрослым), и Пуян Син вместе с Чжан Бу объявили императором 22-летнего Сунь Хао.

### Начало правления
Поначалу жители царства У были впечатлены новым императором, так как он снизил налоги, и отпустил многих женщин из императорского гарема, дав им возможность выйти замуж. Однако вскоре Сунь Хао увлёкся вином и женщинами, и перестал знать меру в наказаниях. Он лишил свою тётю — вдову Сунь Сю — титула «вдовствующая императрица Чжу» (朱太后), дав ей вместо этого титул «императрица Цзин» (景皇后); своему отцу Сунь Хэ он дал посмертный титул «император Вэнь» (文皇帝), а своей матери — титул «вдовствующей императрицы». Пуян Син и Чжан Бу, способствовавшие воцарению Сунь Хао, были шокированы этими действиями, и когда император об этом узнал — то в 264 году казнил их и вырезал их кланы.
В 265 году Сунь Хао вынудил бывшую вдовствующую императрицу Чжу совершить самоубийство, а четверых сыновей Сунь Сю отправил в изгнание (впоследствии он казнил двоих из них — самых старших). Поверив, что императорская аура сместилась из провинции Янчжоу в провинцию Цзинчжоу, он предпринял дорогостоящие действия по переносу столицы из Цзянье в Учан. Также он начал казнить чиновников, которые выражали несогласие с его действиями.
В 266 году прекратило своё существование царство Вэй, а вместо него образовалась империя Цзинь. Первый цзиньский император Сыма Янь попытался заключить мир с У, но Сунь Хао отказался. Вместо этого он попытался атаковать Цзинь, но потерпел неудачу, однако заключать мир всё равно не стал. В том же году жители современной провинции Чжэцзян восстали против тяжёлых налогов, введённых Сунь Хао чтобы обеспечить свою роскошную жизнь, и двинулись на Цзянье. Хотя столица устояла, Сунь Хао решил, что эти события подтверждают правильность принятого им решения, и ускорил перенос столицы в Учан. Также он казнил своих братьев Сунь Цяня и Сунь Цзюня, посчитав их замешанными в восстании.
В 268 году Сунь Хао начал политику постоянных нападений на приграничные регионы империи Цзинь. В 269 году умер Лу Кай — единственный, кто в императорской администрации осмеливался высказывать собственное мнение. 

### Конец правления
В 271 году Сунь Хао лично возглавил крупное наступление против империи Цзинь, взяв с собой в поход мать, жену, много женщин из гарема и соответствующий багаж, не требующийся для боевых действий. Только ропот в войсках, солдатам которых приходилось нести всё это на себе, вынудил его оставить армию и вернуться в столицу.
Позднее в этом же году войска Восточного У наконец подавили мятеж в провинции Цзяочжоу (территория современного северного Вьетнама), жители которой подняли восстание ещё в 264 году, во время правления Сунь Сю, и присягнули на верность империи Цзинь.
В 272 году Ван Цзюнь, стоявший во главе провинции Ичжоу (современные Сычуань и Чунцин), начал строительство мощного флота для решающего наступления на царство У. Уские генералы поняли, что происходит, и посоветовали Сунь Хао укрепить северо-западные рубежи, но он проигнорировал их рекомендации.
Позднее в том же году Сунь Хао вызвал в столицу генерала Бу Чаня. Опасаясь, что его собираются казнить, Бу Чань восстал и перешёл на сторону империи Цзинь. Хотя уским полководцам удалось вернуть территорию, находившуюся под контролем Бу Чаня, эти события ускорили разработку цзиньскими стратегами планов покорения царства У.
В 275 году главный министр Хэ Шао перенёс инсульт и был парализован. Полагая, что он притворяется, Сунь Хао арестовал его и замучил до смерти, а весь его клан был изгнан.
В 279 году войска Цзинь начали решающее наступление на У, и весной 280 года Сунь Хао был вынужден капитулировать.

### Последние годы жизни
Сунь Хао и его родственники были доставлены в цзиньскую столицу Лоян. Цзиньский император простил его, и даровал ему титул Гуймин-хоу (歸命侯), а сыновья Сунь Хао получили должности младших чиновников в правительстве. Сунь Хао умер в 284 году.

## Девизы правления
- Юаньсин (元興 Yuánxīng) 264—265
- Ганьлу (甘露 Gānlù) 265—266
- Баодин (寶鼎 Bǎodǐng) 266—269
- Цзяньхэн (建衡 Jiànhéng) 269—271
- Фэнхуан (鳳凰 Fènghuáng) 272—274
- Тяньцэ (天冊 Tiāncè) 275—276
- Тяньси (天璽 Tiānxǐ) 276
- Тяньцзи (天紀 Tiānjì) 277—280